# حملة فريزر (فلم)
حملة فريزر هو فيلم مصري تم عرضه في عيد الأضحى لعام 2016، بطولة شيكو وهشام ماجد.
الفيلم هو أول فيلم يجمع شيكو مع هشام ماجد بعد انفصالهما عن زميلهما أحمد فهمي.

## قصة الفيلم
تدور أحداث الفيلم حول تبدل الحالة المناخية لمصر لتتحول إلى صقيع تام، ويقرر مجموعة من ضباط المخابرات السفر إلى إيطاليا في مهمة للحصول على جهاز يمتلك القدرة على إيقاف الصقيع، وينتحلوا شخصيات فريق عمل سينمائي لكي يتظاهروا بتصوير فيلم، ويتعاملوا مع ممثل فاشل يدعى مديح البلبوصي، كما يتعاونوا مع فتاة لديها سوابق في الآداب تدعى تباهي.

## طاقم التمثيل
- شيكو: (مديح البلبوصي)
- هشام ماجد: (سراج الدين بعتذر)
- بيومي فؤاد (صبحي)
- دارين حداد (ماريان بيلجريني)
- نسرين أمين (تباهي)
- أحمد فتحي (فورامايكا)
- حمادة صميدة

## فريق العمل
- إخراج: سامح عبد العزيز
- قصة: هشام ماجد، شيكو
- سيناريو وحوار: ولاء شريف
- إنتاج: كريم السبكي
- توزيع داخلي: الشركة العربية للإنتاج والتوزيع السينمائي
- توزيع خارجي: أفلام كريم السبكي
- مونتاج: عمرو عاصم
- موسيقى تصويرية: عادل حقي
- مدير التصوير: أحمد كردوس

## وصلات خارجية
- مقالات تستعمل روابط فنية بلا صلة مع ويكي بيانات
- صفحة الفيلم على موقع السينما